# Jewgeni Alexandrowitsch Rodionow
Jewgeni Alexandrowitsch Rodionow (russisch Евгений Александрович Родионов; * 23. Mai 1977 in Tschibirlei nahe Kusnezk, Oblast Pensa; † 23. Mai 1996) war ein russischer Soldat, der während des ersten Tschetschenienkriegs entführt und von militanten Islamisten getötet wurde. Er gilt als Märtyrer und wird als Heiliger verehrt. Innerhalb Russlands erregte sein Tod viel Aufsehen, sogar seine Heiligsprechung wurde gefordert.

## Leben
Jewgeni Rodionow war Sohn eines Schreiners, der vier Tage nach der Beerdigung seines Sohnes starb, und einer Ingenieurin. Nach Abschluss seiner Schulausbildung arbeitete er in einer Möbelfabrik. 1995 begann er seinen Militärdienst bei den Russischen Streitkräften und wurde nach einem Trainingsprogramm in der Krisenregion Tschetschenien eingesetzt. Am 13. Februar 1996 wurde er zusammen mit drei anderen russischen Soldaten von einer Gruppe tschetschenischer Separatisten gefangen genommen. Sie blieben über drei Monate in der Gewalt der Terroristen und sollen auch gefoltert worden sein. Rodionow soll auch einen Fluchtversuch unternommen haben.
Am 23. Mai 1996, an seinem 19. Geburtstag, wurde er vom tschetschenischen Rebellenführer Ruslan Chaichorojew am Rande des tschetschenischen Dorfes Bamut enthauptet. Nach Angaben seiner Entführer wurde Rodionow getötet, nachdem er sich weigerte, dem christlichen Glauben zu entsagen und zum Islam zu konvertieren. Er soll sich auch geweigert haben, ein silbernes Kreuz abzulegen, das er um den Hals trug. Seine Entführer behaupteten auch, sie hätten Rodionow am Leben gelassen, wäre er auf ihre Bedingungen eingegangen.
Nach seinem Verschwinden wurde zunächst vermutet Rodionow sei desertiert, obwohl Hilferufe und Kampfspuren gegen diese Behauptung sprachen. Die mutmaßlichen Entführer von Jewgeni Rodionow forderten später Geld von dessen Eltern, bevor sie bekanntgaben, wo sich dessen Leiche befand. Fünf Tage nach dessen Beerdigung starb auch Rodionows Vater.

## Nachwirkung

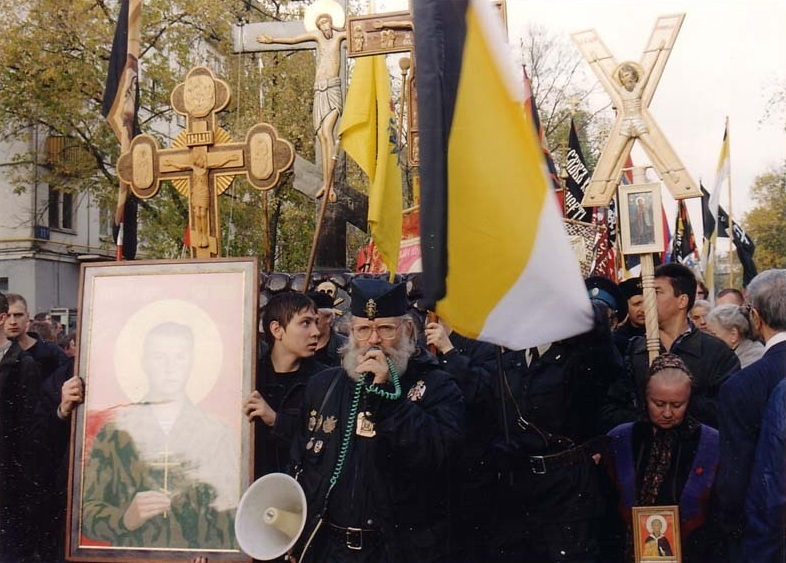
Ikone Rodionows bei einer Prozession (2003)

Nachdem die Umstände seines Todes bekannt wurden, wurde Rodionow posthum der russische Tapferkeitsorden verliehen. Große Teile der russisch-orthodoxen Kirche forderten auch dessen Heiligsprechung. Der damalige Moskauer Patriarch Alexius II. lehnte dies jedoch zunächst ab, da er befürchtete die Heiligsprechung würde zu diesem Zeitpunkt zu anti-muslimischen Ausschreitungen führen. Dennoch sprach man Ikonen Rodionows schon bald Wunderheilungen und die Abgabe heiliger Substanzen zu. Alexander Schargunow – ein bekannter Priester – merkte so an, dass dies und die Liebe der Menschen ein Beweis seiner Heiligkeit seien. Patriarch Alexius II. von Moskau segnete daher die Verehrung Rodionows ab.
Eine nach Jewgeni Rodionow benannte Kirche wurde in der tschetschenischen Siedlung Chankala nahe Grosny erbaut. Es ist eine der wenigen orthodoxen Kirchen in Tschetschenien. 2002 veröffentlichte der orthodoxe Priester Alexander Schargunow eine Biografie von Jewgeni Rodionow. Über sein Leben wurden auch mehrere Dokumentarfilme gedreht und einige russische Musiker widmeten ihm ein Lied, unter anderem Alexander Chartschikow und Alexander Marschal. Noch heute ist Jewgeni Rodionow unter russischen Soldaten sehr bekannt.